# 湄公南鰍
湄公南鰍（學名：Schistura kengtungensis）為輻鰭魚綱鯉形目條鰍科南鰍屬的其中一種。分布於亞洲緬甸湄公河、薩爾溫江流域，體長可達11公分，棲息在礫石底質，水淺的河川底層水域，生活習性不明。

## 扩展阅读
維基物種上的相關：湄公南鰍